# コキーコヤスガエル

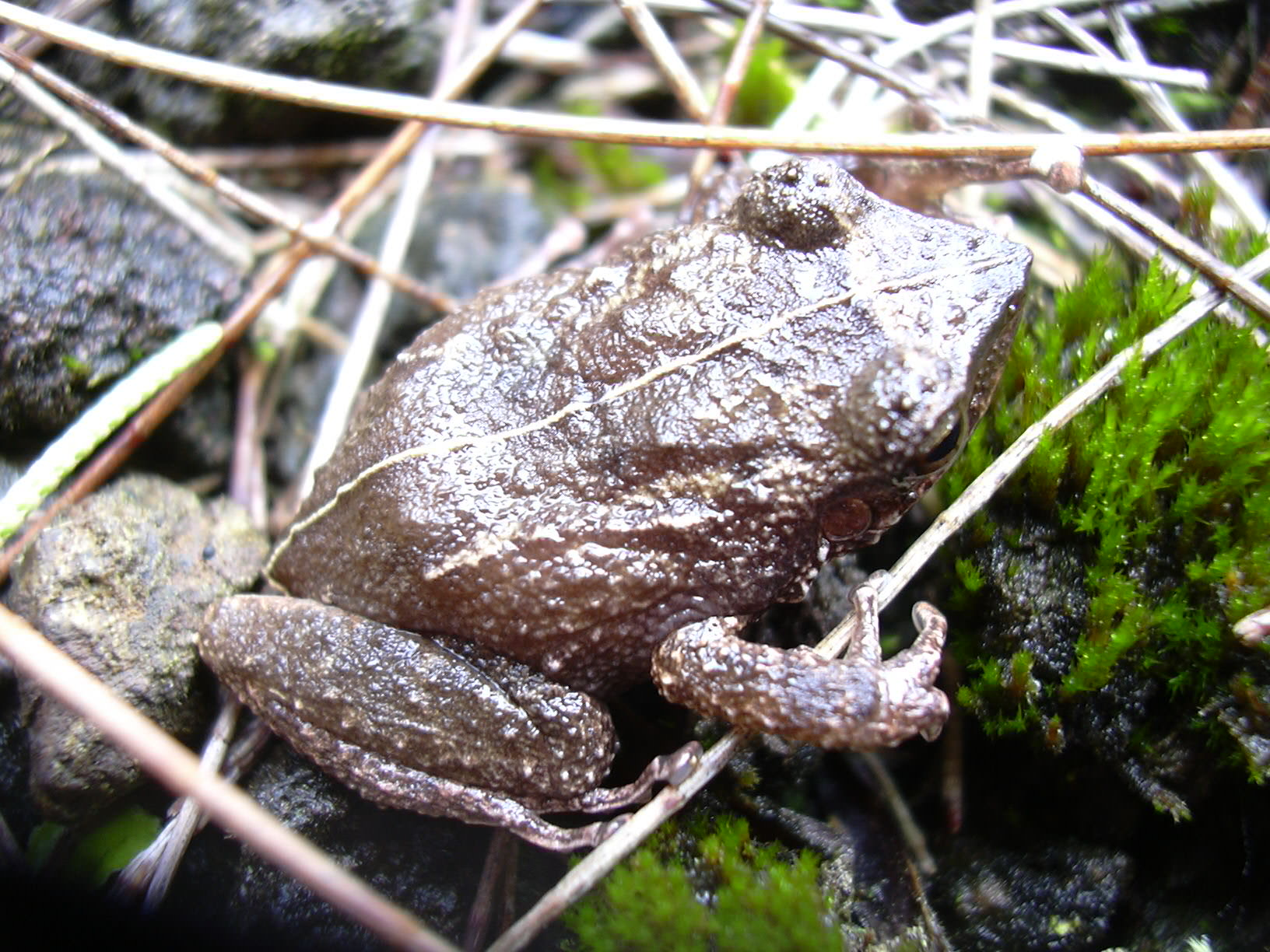
ヒロ (ハワイ島)で撮影された写真

コキーコヤスガエル (学名：Eleutherodactylus coqui) は、コヤスガエル科に属するカエルの1種。プエルトリコ固有種。
夜間に "COQUI" と表記される声で大音量で鳴く。オタマジャクシを経由せずに卵からカエルの形態で孵化するため、繁殖に水辺を必要としない。ハワイなどで外来種として分布を拡大しており、世界の侵略的外来種ワースト100の一覧に挙げられている。
プエルトリコの文化において重要な動物で、国獣として扱われる。

## 形態
雄成体は全長30-37 mm（平均34 mm）、雌は全長36-52 mm（平均41 mm）。この差は、雄が繁殖行動により多くのエネルギーを投資するためだと考えられる。
体色は灰色から灰褐色。指の間に水掻きはなく、泳ぎは不得意である。指の先端には吸盤があり、滑りやすい表面に張り付くことができる。

## 分布
プエルトリコ固有種であり、ビエケス島・クレブラ島に広く豊富に分布する。例外的に、プエルトリコ乾燥森には稀である。ヴァージン諸島・イスパニョーラ島・フロリダ・ハワイに侵入している。ハワイには1980年代に観葉植物に紛れて持ち込まれたとみられ、主要な4島に侵入した。本種は世界の侵略的外来種ワースト100に選定されている。
小アンティル諸島（セント・トーマス島、セント・ジョン島、セント・クロイ島）、ガラパゴス諸島にも移入分布する。
プエルトリコでは最も個体数の多いカエルで、その密度は1haあたり20,000個体と推定されている。外来種としては、ハワイで1haあたり91,000個体に達している。侵入先でこれほど高い個体密度となる原因として、天敵や種間競争の欠如、豊富な食物などが挙げられる。個体密度は季節や環境に応じて変動するが、一般的には雨季の終わりに最も高くなり、乾季には減少する。
生息環境を選ばず、中湿性環境から広葉樹林、山岳、都市部などでも見られる。アナナスの葉の付け根や樹洞、岩・倒木などの下に潜む。繁殖に水溜りを必要としないため、適度に湿度があれば、標高の高い場所にも生息できる。プエルトリコでは海抜1200 m、ハワイでも海抜1170 mまで見られる。成体は幼体より標高の高い場所に住む傾向がある。

## 生態
夜行性である。餌は主に節足動物である。待ち伏せ型の捕食者で、幼体はアリなどの小型の獲物を食べるが、成体になるとクモ・ガ・コオロギ・カタツムリ・小型のカエルなど様々なものを餌とするようになる。巣を守っている雄は、栄養補給のために自身が守る卵の一部を食べることがある。
本種を対象に行われた調査では、夜間に鳴いている雄は、鳴かない雄に比べて18%の食物しか摂取できないことが示された。
一年中繁殖可能だが、特に雨季に活発になる。1回の産卵数は16-40で、8週おきに年6回の産卵が可能である。雄は卵を他個体やオカクチキレガイ属のカタツムリから保護する。体内受精を行い、17–26日後に産卵する。卵から成体になるまでは約8か月かかる。
卵は植物上に産み付けられる。マミジロミツドリ・オオクロアカウソ・プエルトリココビトドリなどの鳥の巣を利用することもある。オタマジャクシにはならず、卵から小さなカエルとして孵化する。孵化の時点では短い尻尾があるが、これはすぐに消失する。

## 鳴き声
雄の鳴き声は "COQUI" と表記されるが、"CO" は他の雄に対して縄張りを主張するためのもので、"QUI" は雌を呼ぶためのものだと考えられている。本種の聴覚器官は、最も鋭敏な周波数が雌雄で異なるため、これに合わせて2種類の音を使い分けていると考えられる。
鳴き声は雌を引き寄せるほか、縄張りを主張する目的もある。他の雄が縄張りに侵入すると、唄による争いが始まる。一定のリズムで歌い続けることができなくなった方が敗者となり、肉体的な争いなしに縄張りから追い出される。

## 外来種問題
在来種の無脊椎動物を大量に捕食することで、生態系を脅かしている。また、他の外来種（クマネズミやジャワマングース、ミナミオオガシラ）の餌資源となっていることも指摘されている。鳴き声による騒音被害も発生している。
日本には定着していないものの、外来生物法により特定外来生物に指定されており、基本的に飼育はできない。